# كريبتاند

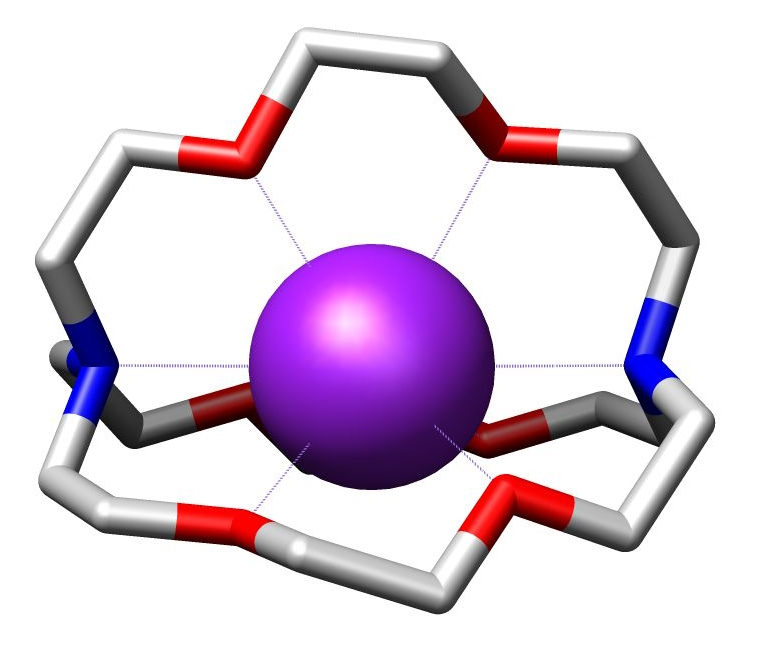
بنية [2.2.2]كريبتاند محيطة بكاتيون من البوتاسيوم (لون أرجواني) وفق حيود الأشعة السينية.

مركبات الكريبتاند هي صنف من المركبات الكيميائية المصطنعة التي تجد لها تطبيقاً واسعاً على شكل ربيطات متعددة السن إما ثنائية أو متعددة الحلقة مع العديد من الكاتيونات. تعد مركبات الكريبتاند مماثلات ثلاثية الأبعاد لمركبات الإيثرات التاجية، لكنها تتميز بكونها أكثر انتقائية وقوة في الارتباط لتشكيل معقدات تناسقية مع الأيونات المستضافة.
منحت جائزة نوبل في الكيمياء سنة 1987 إلى كل من دونالد كرام وجان ماري لين وتشارلز بيدرسن لجهودهم وأعمالهم في اكتشاف وتحديد بنية ومجال استخدام مركبات الكريبتاند والإيثرات التاجية، مما أدى إلى ولادة فرع جديد من الكيمياء وهو كيمياء الجزيئات الضخمة.
يشتق اسم كريبتاند من من اللفظ اللاتيني crypta بمعنى القبو أو السرداب.

## البنية
أشهر مركب كريبتاند هو N[CH2CH2OCH2CH2OCH2CH2]3N، الذي له الاسم الشائع [2.2.2]كريبتاند، حيث تشير الأرقام إلى عدد ذرات الأكسجين في الإيثر، وبالتالي عدد المواقع الرابطة في كل من الجسور الثلاثة بين ذرات نيتروجين الأمين.

[2.2.2]كريبتاند

## الخواص
تتيمز مركبات الكريبتاند الأمينية أن لها ألفة كيميائية عالية تجاه كاتيونات الفلزات القلوية، مما سمح بعزل أملاح ذات شحنة سالبة (أنيونات) من القلويدات مثل −K البوتاسيد.

## اقرأ أيضاً
- مركب قفصي
- إيثر تاجي